# Henry Chichele
Henry Chichele o Chicheley (Higham Ferrers, 1364 circa – 12 aprile 1443) è stato un vescovo e arcivescovo inglese, arcivescovo di Canterbury e fondatore dell'All Souls College dell'Università di Oxford.

## Biografia
Nato nel Northamptonshire attorno al 1364, studiò al New College dell'Università di Oxford e, parallelamente, fu ordinato suddiacono nell'inverno tra il 1392 e il 1393. Ebbe una carriera fulminea come avvocato alla corte ecclesiastica di Arches, a Londra, e nel luglio 1405 prese parte alla sua prima missione diplomatica, recandosi da Innocenzo VII a Roma nel tentativo di porre fine allo Scisma d'Occidente; l'anno dopo si recò a Parigi per negoziare una pace con l'Inghilterra e assicurare le nozze tra il principe Enrico e la principessa Maria di Francia, andate a monte quando ella si fece suora l'anno seguente.
Nel 1406 si recò nuovamente in Italia per una lunga ambasceria, durante la quale Gregorio VIII lo consacrò vescovo di St. David's. Dopo la morte di Thomas Arundel, Enrico V lo raccomandò al papa come nuova arcivescovo di Canterbury e Chichele fu consacrato tale nel 1414. In questa veste Chichele continuò a dimostrarsi un brillante diplomatico e avvocato. Era presente all'assedio di Rouen ed Enrico gli affidò l'ambasceria per la resa della città e il compito di contrarre le nozze con Caterina di Valois; fu lui stesso ad incoronare la nuova regina consorte di Inghilterra a Westminster il 20 febbraio 1421 e, dieci mesi più tardi, battezzò il principe Enrico. Fu inoltre attivo nelle persecuzioni contro eretici e lollardi. Si prodigò anche nel campo dell'istruzione, fondando nel 1437 ad Oxford il St Bernard's College, poi soppresso durante la dissoluzione dei monasteri in Inghilterra, e, soprattutto, l'All Souls College nel 1438.
Fu in costante lotta con Enrico Beaufort, vescovo di Winchester, per motivi politici ed economici più che teologici; si oppose strenuamente alla sua nomina a cardinale, riuscendola a contrastarla nel 1418 grazie al favore di Enrico V, ma perdendo poi la causa nel 1426. L'opposizione a Beaufort lo portò in contrasto con Martino V, con cui ebbe modo di scontrarsi nuovamente nel 1423 quando il giubileo che istituì a Canterbury ridusse l'afflusso di donazioni inglesi a Roma.
Morì nel 1443 e fu sepolto nella cattedrale di Canterbury.

## Genealogia episcopale e successione apostolica
La genealogia episcopale è:
- Papa Gregorio XII
- Arcivescovo Henry Chichele

La successione apostolica è:
- Vescovo Stephen Patryngton, O. Carm. (1415)
- Vescovo John Wakering (1416)
- Vescovo Edmund Lacy (1417)
- Vescovo John Chandler (1417)
- Vescovo John Langdon, O.S.B. (1422)
- Vescovo William Grey (1426)
- Vescovo John Rykyngale (1426)
- Vescovo William Alnewick (1426)
- Vescovo Robert Nevill (1427)
- Vescovo Thomas Brown (1435)
- Vescovo William Wells (1437)
- Vescovo Richard Praty (1438)